# Viatge en el temps

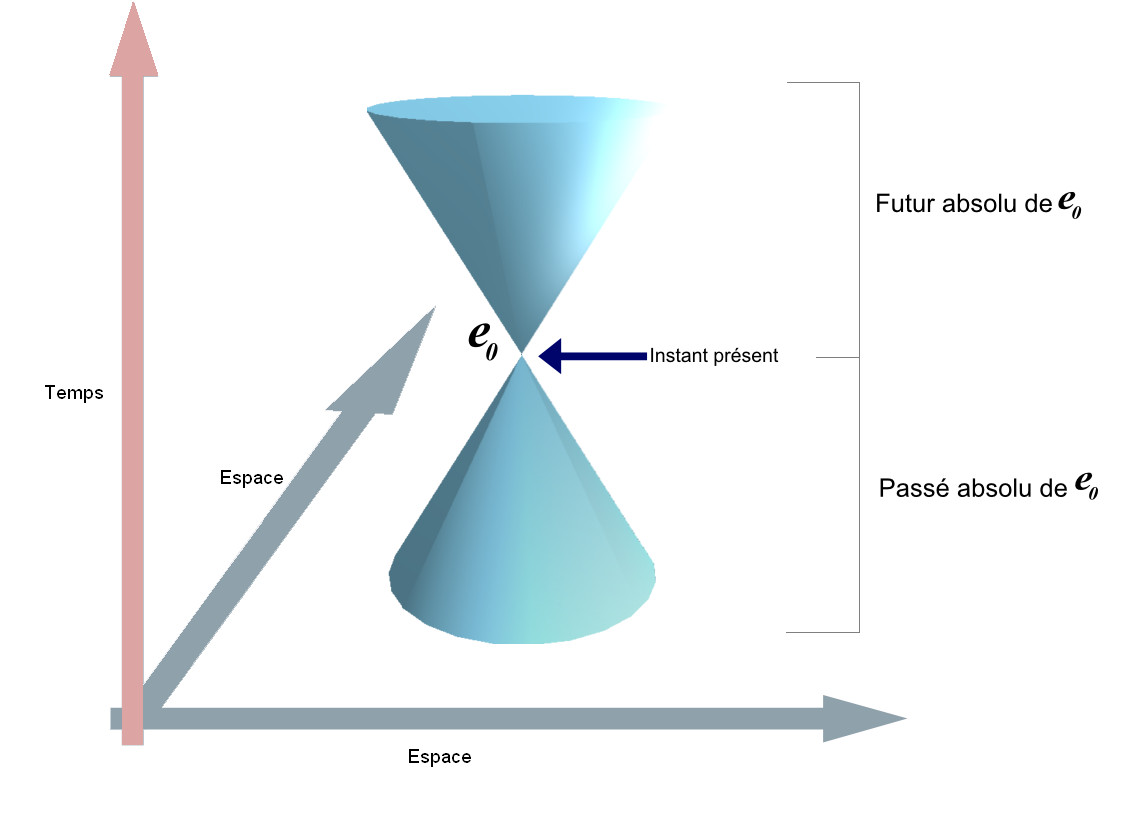
Les dimensions espacials i temporals d'un esdeveniment, des del punt de vista de la llum

El viatge en el temps és un concepte de moviment cap endavant o cap enrere d'un punt a l'altre en el temps, de la mateixa manera com es fa en l'espai. A més, algunes interpretacions del viatge en el temps suggereixen la possibilitat de viatjar entre realitats o universos paral·lels.
Aquest article analitza la possibilitat teòrica i tècnica de viatjar en el temps, i la possibilitat que existeixin paradoxes associades a aquest moviment en el temps (per exemple, evitar el naixement dels propis avantpassats).

## Els viatges a través del temps en la física

### Moviment en el temps i en l'espai
Segons la descripció convencional de la teoria de la relativitat, les partícules materials, en moure's a través de l'espaitemps, ho fan endavant en el temps (vers el futur) i cap a un costat o altre de l'espai. Que l'energia total i la massa siguin positives està relacionat amb el fet que les partícules es moguin vers el futur.
Un aspecte demostrat i comprovat de la teoria de la relativitat és que viatjar a velocitats properes a la velocitat de la llum provoca una dilatació del temps, de manera que el temps d'un individu que viatja a aquesta velocitat transcorre més lentament. Des de la perspectiva del viatger, el temps "extern" sembla passar més ràpidament, fet que causa que el viatger arribi a un lloc més endavant en el futur. Tanmateix, aquest fenomen en si mateix no és el que sol ser anomenat viatge en el temps.
El concepte de viatge en el temps ha estat sovint utilitzat per a examinar les conseqüències de teories físiques com ara la relativitat especial, la relativitat general i la teoria quàntica de camps, tot i que no hi hagi prova experimental del viatge en el temps i que existeixen raons teòriques importants per considerar possible l'existència de cert tipus de viatge en el temps. En qualsevol cas, les teories actuals de la física no permeten cap mena de viatge en el temps.

### La possibilitat de viatjar en el temps
La teoria especial de la relativitat d'Albert Einstein (i per extensió la teoria general) permet explícitament un tipus de dilatació temporal que ordinàriament es podria anomenar "viatge en el temps". La teoria sosté que, amb relació a un observador estàtic, el temps sembla passar més lentament per als cossos que es desplacen ràpidament; per exemple, un rellotge que es mou semblarà funcionar més lentament; en augmentar la seva velocitat i acostar-se a la velocitat de la llum, semblarà haver-se aturat completament. Tanmateix, aquest efecte permet únicament "viatjar en el temps" cap endavant vers el futur, mai cap enrere. Aquest tipus de viatge no és típic de la ciència-ficció, i es tenen pocs dubtes de la seva existència. Tanmateix, d'ara endavant, el terme "viatge en el temps" pròpiament dit es referirà al recorregut amb un cert grau de llibertat vers el passat o el futur.
Molts científics consideren que el viatge a través del temps pròpiament dit és impossible. Aquesta opinió es veu reforçada per un argument basat en la navalla d'Occam. Qualsevol teoria que permeti viatjar en el temps requereix que certes situacions relacionades amb la causalitat (o, en certs casos, la retrocausalitat) siguin resoltes. Què passaria si algú provés de viatjar en el temps i matés el seu propi avi?
A més, en absència de qualsevol prova experimental de la possibilitat de viatjar en el temps, és teòricament més simple suposar que no pot existir. De fet, el físic Stephen Hawking suggerí que l'absència de viatgers del futur constitueix un fort argument en contra de l'existència del viatge en el temps (vegeu Conjectura de protecció de la cronologia). Això seria una variant de la paradoxa de Fermi ("Si no hi ha visitants extraterrestres és perquè els extraterrestres no existeixen"), però amb "viatgers del temps" en lloc de "visitants extraterrestres". Tenint això en compte, altres suggereixen –en oposició a la teoria de Stephen Hawking– que, en cas que en el futur els humans poguessin viatjar enrere en el temps, no podrien tornar a un espai temporal anterior a la posada en marxa de la màquina del temps.
També s'ha suggerit que, en tornar al passat, es crearia un univers paral·lel, i no es viatjaria a un passat determinat sinó a una còpia seva. Així doncs, existirien dos espais temporals simultanis: un en què apareix un viatger temporal i un altre en què no apareix. Aquesta seria una hipòtesi per respondre a la paradoxa de "Si demà penso viatjar cap avui per dir-me 'hola', per què avui no tinc un doble meu al costat dient-me 'hola'?" Tanmateix, assumint que el viatge temporal és possible, també resulta interessant per als físics la pregunta de quines lleis de la física impedeixen el viatge en el temps, i per què.

#### La possibilitat de paradoxes temporals
El principi d'autoconsistència de Novikov i alguns càlculs recents de Kip S. Thorne indiquen que simples masses passant en el temps a través de forats de cuc no podrien generar paradoxes, car no existeixen condicions inicials que causin una paradoxa una vegada s'introdueix el viatge en el temps. Si els seus resultats poguessin ser generalitzats, suggeririen, curiosament, que cap de les paradoxes formulades per a les històries de viatge temporal es podrien formular realment en un nivell físic; és a dir, que qualsevol situació que tingui lloc en una història de viatge temporal pot permetre nombroses solucions coherents. Tanmateix, les circumstàncies podrien esdevenir increïblement estranyes.
Els universos paral·lels són una possibilitat teòrica que evitaria gran part de les paradoxes relacionades amb el viatge en el temps. La interpretació de mons múltiples d'Everett suggereix que tots els esdeveniment quàntics possibles poden tenir lloc simultàniament en històries exclusives. Aquestes històries alternatives o paral·leles formarien un arbre ramificat que simbolitzaria tots els resultats possibles d'una interacció.
Atès que existeixen totes les possibilitats, qualsevol paradoxa pot ser explicada, car els esdeveniments paradoxals tenen lloc en universos diferents. Sovint s'utilitza aquest concepte en ciència-ficció. Tanmateix, els físics creuen actualment que no és possible la interacció o interferència entre aquestes històries alternatives (vegeu conjectura de protecció cronològica de Stephen Hawking).

##### Paradoxa de la inexistència de viatgers en el temps
Si es té en compte que cada vegada es tenen més coneixements de física quàntica i que la tecnologia progressa al llarg del temps, es pot postular que s'hauria hagut de rebre la visita de viatgers del temps, fet que no està demostrat, i que pot ser considerat una paradoxa. Per explicar això, s'ha postular la possibilitat que la humanitat s'extingirà abans de descobrir la tecnologia que permeti viatjar en el temps. Això també es pot aplicar a suposats mons en universos paral·lels, car ells no haurien desenvolupat encara la tecnologia per viatjar entre universos.
Altres explicacions menys convencionals, i amb característiques pseudocientífiques, són que també podríem postular que ja existeixen els viatges en el temps -hi ha la creença en suposats viatgers (anomenats, potser equivocadament, extraterrestres) que podrien existir o que existiran. De la mateixa manera, hi ha vestigis de civilitzacions amb una tecnologia suposadament molt similar a l'actual, com per exemple el mecanisme d'Anticitera, que data d'entre l'any 82 i 65 aC; es podria postular que es basen en una tecnologia del seu futur relatiu.

### Els equivalents del viatge en el temps i el viatge a la velocitat de la llum
Es pot assenyalar que si algú és capaç de moure informació d'un punt a un altre a una velocitat superior a la de la llum, segons la relativitat especial, això equival al fet que un observador percebi una transferència d'informació vers el passat. D'altra banda, encara no s'han proposat mecanismes físics que suggereixin que aquesta possibilitat és tècnicament viable dins el marc de la relativitat especial.
La teoria general de la relativitat, per la seva banda, hi ofereix algunes possibilitats teòriques addicionals. Aquesta teoria formulada per Einstein generalitza la teoria especial de la relativitat considerada fins ara. Aquesta teoria, a més de ser més general, és capaç de descriure de manera adient la gravetat des d'un punt de vista relativista. La interpretació de la gravetat que fa aquesta teoria és que la matèria "corba" l'espai i el temps que es troba al seu voltant. Aquestes propietats de la curvatura obren noves possibilitats al viatge en el temps
- En teoria, hi ha solucions de les equacions que inclouen línies temporals que es corbin al voltant d'un cercle i es reconnectin amb el seu propi passat. La primera i més cèlebre d'aquestes solucions, coneguda com a univers de Gödel, fou descoberta per Kurt Gödel, tot i que aquesta solució atribueix a l'univers certes característiques físiques que no semblen correspondre's amb les del nostre. La teoria de la relativitat general en si mateixa no prohibeix la corba temporal tancada o la corba tancada de tipus temps (traducció de l'anglès closed timelike curve), que pot arribar a aparèixer en les solucions de les equacions. Tanmateix, la majoria dels físics creu que cal explicar correctament les condicions si es pretén una descripció completa i realista, és a dir, les condicions addicionals, les quals, si no es complissin, eliminarien la possibilitat de les corbes temporals tancades per les seves implicacions paradoxals, per exemple, les que es relacionen amb la hipotètica retrocausalitat (la possibilitat que tindria un viatger en el passat d'influir-hi, amb els corresponents resultats en el present, com ho contempla la paradoxa de l'avi).
- També hi ha la possibilitat que regions diferents de l'espai originàriament separades entrin en contacte per mitjà de la formació d'un "pont" o "forat de cuc". En general, això requeriria passar per estats topològicament no equivalents que impliquin una "estripada" de l'espaitemps, una possibilitat recentment valorada en la teoria de cordes i explicada per Brian Greene en L'univers elegant.

### Viatges vers el futur
Viatjar vers el futur no té, en realitat, res de particular. El temps flueix sempre en la mateixa direcció i només cal esperar que arribi el futur. Tanmateix, aquest viatge pot ser massa llarg per una vida humana. Si es vol saber què passarà demà, cal tenir una mica de paciència, però la qüestió es complica si es vol conèixer els descendents llunyans, i sembla fora de tota possibilitat poder contemplar la civilització d'aquí a mil anys. L'efecte relativista de la dilatació del temps ofereix, almenys en teoria, la possibilitat de viatjar al futur evitant envellir.
En la paradoxa dels bessons, dos germans es troben en el futur havent recorregut camins diferents, i un d'ells, el que havia viatjat a alta velocitat en una nau espacial, havia reduït el seu envelliment. Tot i que el temps propi mesurat per un observador en moviment respecte a un altre serà menor i la magnitud de l'efecte ve donada per la velocitat (v) de l'observador en moviment i la velocitat de la llum (c):

{\displaystyle \Delta {\bar {t}}=\gamma \ \Delta t={\frac {\Delta t_{0}}{\sqrt {1-v^{2}/c^{2}}}}\,}

Tanmateix, des del punt de vista del mateix observador en moviment, ell mateix està en repòs i no percep que està envellint més lentament. De fet, per a aquest observador en moviment, ell seria l'observador en repòs que envelleix més ràpidament. Només en situacions en què apareguin sistemes de referència no inercials en què ambdós observadors es trobin pot donar-se una situació en què ambdós coincideixin en quin dels dos ha envellit més lentament.
Imaginant un observador que s'allunya en una nau amb una velocitat del 90% de la de la llum, el temps transcorregut a la Terra, ignorant l'efecte de dilatació gravitacional del temps per simplificar, seria unes 2,3 vegades més lent amb relació a un observador a la Terra. És a dir, que fins i tot anant a aquesta altíssima velocitat només es guanyaria un modest factor dos en el viatge al futur. Per fer viatges interessants al futur, caldria que la nau viatgés a velocitats realment considerables.
Per viatjar a un futur més llunyà, "només" caldria fer que la velocitat fos encara més propera a la de la llum. Una nau viatjant a alta velocitat amb origen i destinació a la Terra és una màquina del temps per viatjar al futur que, en la mesura en què se'n pugui incrementar la velocitat, pot permetre que una persona viatgi sense envellir a qualsevol temps posterior a l'actual.
És evident que la construcció d'una nau així, d'una màquina del temps, està fora de les possibilitats tècniques de la civilització actual. Tanmateix, hi ha exemples que demostren que la idea és correcta. A la Terra es reben partícules que venen del centre de la galàxia a distàncies que la llum triga milers d'anys per recórrer. És a dir, foren produïdes fa milers d'anys terrestres. Tanmateix, aquestes partícules no poden resistir ni tan sols un viatge d'un minut, car es desintegren en qüestió de segons després de ser creades. Aquesta paradoxa s'explica amb el concepte de la dilatació temporal: les partícules han estat accelerades a velocitats tan properes a la de la llum que només haurien envellit uns quants segons mentre que a la Terra transcorrien milers d'anys.
Aquesta màquina del temps seria unidireccional, permetent únicament viatges vers el futur. Això, sens dubte, limita molt l'interès del viatge. No seria possible, per exemple viatjar al futur per donar un cop d'ull als resultats d'un joc d'atzar i després tornar. La possibilitat de viatjar al passat, que és el que fa realment interessant una màquina del temps, és molt dubtosa i pot afectar principis molt generals. Sense perdre de vista aquestes restriccions, en un altre apartat es tractarà el tema de com transformar aquesta màquina del temps unidireccional basada en la paradoxa dels bessons en una màquina del temps bidireccional utilitzant un "forat de cuc".

### Mètodes proposats per viatjar en el temps

#### Utilització de forats de cuc

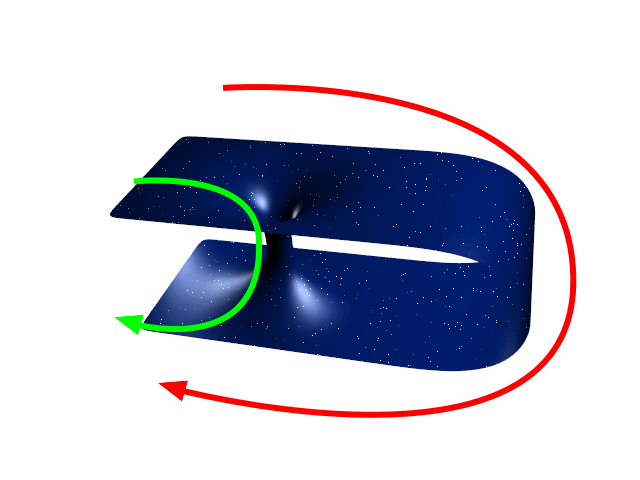
Analogia bidimensional d'un forat de cuc

Una proposta de màquina del temps que utilitzi un forat de cuc funcionaria hipotèticament d'aquesta manera: es crea d'alguna manera un forat de cuc. Un extrem del túnel és accelerat a una velocitat propera a la de la llum, potser amb una nau espacial avançada, i aleshores es torna al punt d'origen. Per la dilatació temporal (causada per la velocitat), l'extrem accelerat del túnel ha envellit menys que l'extrem estacionari (des del punt de vista d'un observador extern).
Tanmateix, el temps es veu diferent a través del túnel que fora d'ell: dos rellotges sincronitzats situats a cada extrem del túnel es mantindran sempre sincronitzats (des del punt de vista d'un observador dins del túnel), sense que importi la diferència de velocitat.
Això significa que un observador que entrés a l'extrem accelerat sortiria per l'extrem estacionari quan aquest tingués la mateixa edat que l'extrem accelerat en el moment abans d'entrar. Per exemple, si abans d'entrar al forat de cuc, l'observador veié que el rellotge de l'extrem accelerat mostrava "2006" mentre que l'extrem estacionari mostrava "2007", aleshores l'observador podria sortir de l'extrem estacionari quan encara mostrava "2006".
Una limitació significativa d'una màquina així és que només és possible viatjar enrere en el temps en el punt inicial en què fou creada la màquina; essencialment, es considera més aviat un pas en el temps que un dispositiu que es mou a través del temps, car no permet que la tecnologia mateixa viatgi a través del temps.
Això pot permetre una explicació alternativa a la paradoxa de Hawking; algun dia es podrà construir una d'aquestes màquines del temps, però els viatgers en el temps mai no podran arribar al nostre present perquè encara no existeixen aquests artefactes.
Crear un forat de cuc de la mida adient per una nau macroscòpica, mantenir-lo estable i moure'n un dels extrems amb la nau requeriria un nivell significatiu d'energia, d'un ordre molt superior a la quantitat d'energia que pot generar un estel com el Sol al llarg de tota la seva vida. La creació d'un forat de cuc també requeriria l'existència d'una substància anomenada "matèria exòtica" que –tot i que no és impossible que existeixi– no se sap si existeix en formes útils per a la generació d'un forat de cuc (vegeu, per exemple, efecte Casimir).
Per tant, és inversemblant que es construeixi un dispositiu així, fins i tot amb una tecnologia altament avançada. D'altra banda, els forats de cuc microscòpics encara poden ser útils per enviar informació de tornada al passat a través del temps.
El 1993, Matt Visser argumentà que els dos extrems d'un forat de cuc amb una diferència temporal induïda no podrien ser units sense generar un camp quàntic i uns efectes gravitatoris que provocarien o bé que el túnel es col·lapsés o que els dos extrems es repel·lissin.
Per això, els dos extrems no podrien acostar-se prou perquè causaria una violació de la causalitat. Tanmateix, en un treball del 1997, Visser suggerí que la complexa configuració d'un "anell Roman" (anomenat així en honor de Tom Roman) d'un nombre N de forats de cuc alineats en un polígon simètric podria actuar com una màquina del temps, tot i que conclou que no seria tant un defecte en la teoria clàssica de la gravetat quàntica, com una prova que és possible violar la causalitat.

#### Utilització de cilindres rotatoris gegantins
Una altra teoria, desenvolupada pel físic Frank J. Tipler, implica un cilindre rotatori. Si un cilindre és prou llarg i dens, i gira prou ràpidament en relació amb el seu eix longitudinal, aleshores una nau que volés al voltant del cilindre en una trajectòria en espiral podria viatjar enrere en el temps (o endavant, depenent del sentit del moviment de la nau). Tanmateix, la longitud, la densitat i la velocitat requerides són tan grans que la matèria ordinària no és prou forta com per construir una estructura així.

#### Utilització d'una corda còsmica
Es pot construir un dispositiu similar a partir d'una corda còsmica, que és un tipus de matèria exòtica especial l'existència de la qual és postulada hipotèticament en algunes teories físiques especulatives. Les energies requerides per interaccionar-hi serien probablement excessivament altes i segurament representarien una possibilitat tecnològicament no viable.
El dispositiu mitjançant cordes còsmiques proposat per Gott es basa en la solució de les equacions de la relativitat general per a aquest tipus de matèria exòtica. Segons l'esquema de Gott, caldrien dues cordes còsmiques movent-se en direccions oposades. En seguir una trajectòria tancada al voltant de les cordes s'aconsegueix viatjar en el temps. Una característica notable d'aquesta teoria és que el viatge en el temps només seria possible per als observadors dins d'una determinada regió de l'espaitemps. Una vegada les cordes s'han allunyat prou, el mecanisme ja no pot fer-se servir per a emprendre un viatge en el temps.

#### Utilització d'un nucli atòmic pesant
El físic i escriptor de ciència-ficció Robert L. Forward suggerí que una aplicació ingènua de la relativitat general a la mecànica quàntica permetria construir una màquina del temps. Un nucli atòmic pesant situat dins d'un fort camp magnètic podria allargar-se fins a formar un cilindre, la densitat i la rotació del qual serien suficients com per viatjar en el temps. Els raigs gamma projectats podrien permetre enviar informació (però no matèria) de tornada al passat. Tanmateix, Forward precisà que fins que no es tingui una única teoria que combini la relativitat i la mecànica quàntica, no es podrà saber si aquesta possibilitat és viable.

#### Utilització de l'entrellaçament quàntic
Els fenòmens de la mecànica quàntica com el teletransport quàntic, la paradoxa EPR (anomenada amb les inicials d'Einstein, Podolsky i Rosen), o l'entrellaçament quàntic, poden semblar generar un mecanisme que permet la comunicació FTL (faster than light: més ràpida que la llum) i el viatge en el temps. De fet, algunes interpretacions de la mecànica quàntica (com ara la interpretació de Bohm) assumeixen que les partícules intercanvien informació de manera instantània per poder mantenir una correlació entre si. Einstein es referia a aquest efecte com la "fantasmagòrica acció a distància".
Curiosament, les regles de la mecànica quàntica semblen impedir la transmissió d'informació útil amb aquests mitjans i, per tant, sembla que no permetrien viatjar en el temps o la comunicació FTL. Aquest fet és exagerat i mal interpretat per un cert tipus de llibres i revistes de pretesa divulgació científica sobre els experiments de teletransport. Actualment, la manera en què funciona la mecànica quàntica per mantenir la causalitat és una àrea molt activa d'investigació científica.

#### Utilització de línies temporals tancades
Algunes solucions exactes de les equacions d'Einstein descriuen espais-temps que contenen línies temporals tancades, la qual cosa permet en teoria que certs observadors que viatgin sobre elles cap al "futur" tornin al mateix punt del qual partiren després d'un cert temps cíclic. De fet, en aquestes solucions no hi ha una manera consistent de distingir entre passat i futur, perquè no són temporalment orientables.
Una d'aquestes solucions és l'univers de Gödel, que descriu un tipus d'univers que no s'assembla al nostre. De fet, alguns físics dubten que l'univers de Gödel i altres solucions que contenen corbes temporals tancades siguin descripcions físicament adients d'algun tipus d'univers, tot i que satisfacin les equacions de camp d'Einstein. Cal destacar que aquest mètode de viatge en el temps només és possible en universos que tinguin una estructura determinada, però en general no seria possible modificar aquestes condicions per viatjar a qualsevol punt del passat ni modificar les trajectòries possibles que porten a alguns punts del "passat".
Un altre teòric d'aquestes teories especials és l'estatunidenc John Richard Gott, que postula un univers inflacionari que generaria brots de nous universos; una d'aquestes branques podria corbar-se cap enrere, i convertir-se en el seu propi origen.

#### Utilització del viatge convencional en el temps
El satèl·lit KEO, que serveix com a càpsula del temps, s'envià a l'espai en una òrbita que tornarà a encreuar-se amb la Terra d'aquí a 50.000 anys.

## La filosofia i els viatges en el temps

### La visió presentista
El presentisme sosté que no existeixen ni el futur ni el passat, que la matèria de l'univers existeix únicament en el present, i que el temps és simplement un concepte que els éssers humans utilitzen per descriure el que passa al seu voltant. Així, doncs, no hi hauria cap lloc on pogués anar un viatger del temps, la qual cosa, segons aquesta idea, suprimeix la possibilitat del viatge en el temps.
Tanmateix, la teoria de la relativitat en la simultaneïtat (dins del marc de la física moderna) posa en dubte el presentisme i afavoreix la versió coneguda com a tetridimensionalisme o quadridimensionalisme (relacionat amb l'eternalisme i amb la idea del bloc de temps), en la qual els esdeveniments passats, presents i futurs coexisteixen en un mateix espaitemps.

### La visió del principi antròpic
Alguns físics com Max Tegmark han suggerit que l'absència del viatge en el temps i l'existència de la causalitat poden deure's al principi antròpic. L'argument que proposen és que un univers que permetés viatges en el temps i cicles tancats de temps seria un univers en què la intel·ligència no podria evolucionar, a causa del fet que seria impossible per a una entitat determinar (classificar) els esdeveniments en un passat o en un futur, fer prediccions o comprendre el món al seu voltant. Cal remarcar que això no imposaria cap restricció davant la creença en agents supranaturals (com ara Déu), que no quedarien restringits pels límits de l'espaitemps.

## La religió i el viatge en el temps

### Profecies: informació del futur
En la teologia judeocristiana, per exemple, se suposa que Jahvé existeix sense ser limitat per l'espai o el temps. Segons aquesta doctrina, Jahvé és omniscient i omnipresent. Algunes citacions de la Bíblia, com ara la de Jesús "Abans que Abraham nasqués, jo existia" (Joan 8:58) o la sant Pere "Jesús fou elegit abans de la creació del món" (1 Pere 1:20), sempre assumint que la creació del món començà a t=0, implica que Jehovà no es regeix per la mateixa línia temporal que la dels humans, o bé que n'estableix els principis rectors. Això té el suport de l'afirmació "Jo, el Senyor, no canvio" (Malaquies 3:6), car un canvi requeriria un desplaçament d'un lloc a l'altre i ser contingut per una sèrie temporal contínua.
Dues interpretacions temporals d'aquestes declaracions són que Déu: 1) existiria fora del continu espaitemps; o que 2) Déu existiria simultàniament en qualsevol lloc de l'espaitemps. En qualsevol cas, Déu podria transferir sense restriccions informació de qualsevol punt de l'espai del temps a un altre.

### Ioga: veure el futur
Segons el físic Fred Alan Wolf, en el seu llibre The Yoga of Time Travel ('El ioga del viatge en el temps'), el procés intern de meditació del ioga (basat en els Ioga Sutres de Patanjali) permetria accedir al coneixement del passat i el futur en el present. Wolf suggereix que aquesta forma de viatge en el temps es podria assolir si se superen les àncores terrenals de l'ego mental amb què es bloca l'ésser humà des de dins. L'hinduisme creu que un ésser pur d'aquesta naturalesa seria un trikalajnà (tri, 'tres'; kala, 'temps'; i jnani, 'coneixedor'), que coneix els tres temps: el passat, el present i el futur.
Tanmateix, no hi ha cap prova que aquesta capacitat sigui possible.